# Uskoci (Ógradiska)
Uskoci (1991-ig Uskoke) falu Horvátországban, Bród-Szávamente megyében. Közigazgatásilag Ógradiskához tartozik.

## Fekvése
Bródtól légvonalban 61, közúton 77 km-re nyugatra, Pozsegától   légvonalban 40, közúton 59 km-re délnyugatra, községközpontjától 1 km-re nyugatra, Nyugat-Szlavóniában, a Száva bal partján fekszik.

## Története
A történeti források szerint a települést 1739-ben alapították a török uralom alatt maradt Boszniából, az Orbász vidékéről érkezett menekültek, akik nem akartak tovább török uralom alatt élni. Neve a horvát „uskočiti” (menekülni) szóból származik. Az első katonai felmérés térképén „Dorf Uszkoke” néven található. Lipszky János 1808-ban Budán kiadott repertóriumában „Uzkoke” néven szerepel. 
Nagy Lajos 1829-ben kiadott művében „Uzkoke” néven 68 házzal, 151 katolikus és 196 ortodox vallású lakossal találjuk. A katonai közigazgatás megszüntetése után Pozsega vármegyéhez csatolták. Az iskolát 1889-ben építették.
1857-ben 363, 1910-ben 363 lakosa volt. Az 1910-es népszámlálás szerint lakosságának 64%-a szerb, 34%-a horvát anyanyelvű volt. Pozsega vármegye Újgradiskai járásának része volt. Az első világháború után 1918-ban az új szerb-horvát-szlovén állam, majd később (1929-ben) Jugoszlávia része lett. A település 1991-től a független Horvátországhoz tartozik. 1991-ben lakosságának 76%-a horvát, 6%-a jugoszláv, 12%-a szerb nemzetiségű volt. A délszláv háború során a település már a háború elejétől fogva szerb kézen volt. 1995. május 2-án a „Bljesak-95” hadművelet második napján foglalta vissza a horvát hadsereg. A szerb lakosság legnagyobb része elmenekült. 2011-ben a településnek 100 lakosa volt. 

## Lakossága
| Lakosság változása | Lakosság változása | Lakosság változása | Lakosság változása | Lakosság változása | Lakosság változása | Lakosság változása | Lakosság változása | Lakosság változása | Lakosság változása | Lakosság változása | Lakosság változása | Lakosság változása | Lakosság változása | Lakosság változása | Lakosság változása |
| ------------------ | ------------------ | ------------------ | ------------------ | ------------------ | ------------------ | ------------------ | ------------------ | ------------------ | ------------------ | ------------------ | ------------------ | ------------------ | ------------------ | ------------------ | ------------------ |
| 1857               | 1869               | 1880               | 1890               | 1900               | 1910               | 1921               | 1931               | 1948               | 1953               | 1961               | 1971               | 1981               | 1991               | 2001               | 2011               |
| 363                | 433                | 666                | 435                | 404                | 363                | 296                | 304                | 251                | 334                | 237                | 212                | 179                | 180                | 132                | 100                |

## Nevezetességei
Szent Rókus tiszteletére szentelt római katolikus kápolnája a 20. században épült. 1991. augusztus 15-én a jugoszláv hadsereg és a szerb szabadcsapatok katonái lerombolták. Mára régi formájában építették újjá. A 20. század második felében a falu egyik házában volt az ógradiskai Szent Mihály plébánia székhelye. 